# Mo Mowlam
Marjorie "Mo" Mowlam (Watford, 18 settembre 1949 – Canterbury, 19 agosto 2005) è stata una politica britannica.
Fu membro del primo governo Blair come Cancelliere del Ducato di Lancaster e Segretario di Stato per l'Irlanda del Nord. In queste vesti, fu promotrice e firmataria dell'accordo del Venerdì Santo. Membro della Camera dei Comuni dal 1987 al 2001, era considerata una degli esponenti di spicco del Partito Laburista.

## Biografia
Seconda di tre figli, nacque a Watford e crebbe a Coventry, dove il padre lavorava nelle Poste. Sua madre lavorò come telefonista per mantenere la famiglia in seguito ai gravi problemi di alcolismo del marito. Studiò sociologia e antropologia presso l'Università di Durham. In quegli anni, aderì al Partito Laburista e fu attiva nei movimenti studenteschi fino a divenire vicepresidente dell'Unione degli Studenti. Fu quindi collaboratrice del deputato Tony Benn e dello scrittore Alvin Toffler; si trasferì per un periodo negli Stati Uniti d'America con il suo fidanzato, conseguendo un dottorato di ricerca in scienze politiche presso l'Università dell'Iowa sul sistema referendario svizzero.
Fu docente presso l'Università del Wisconsin-Milwaukee e l'Università statale della Florida dal 1977 al 1979. In questo periodo, subì un'aggressione nel suo appartamento da un uomo che vi si era introdotto; la ragazza riuscì a scappare e si disse sempre convinta che l'aggressore fosse il serial killer Ted Bundy, che fu arrestato alcune settimane dopo e che aveva ucciso due donne che abitavano vicino a lei.
Nel 1979, Mo Mowlam rientrò in patria accettando una docenza presso l'Università di Newcastle. Poco dopo, il suo fidanzato dell'epoca, Dan, morì annegando in un lago.

### Carriera politica

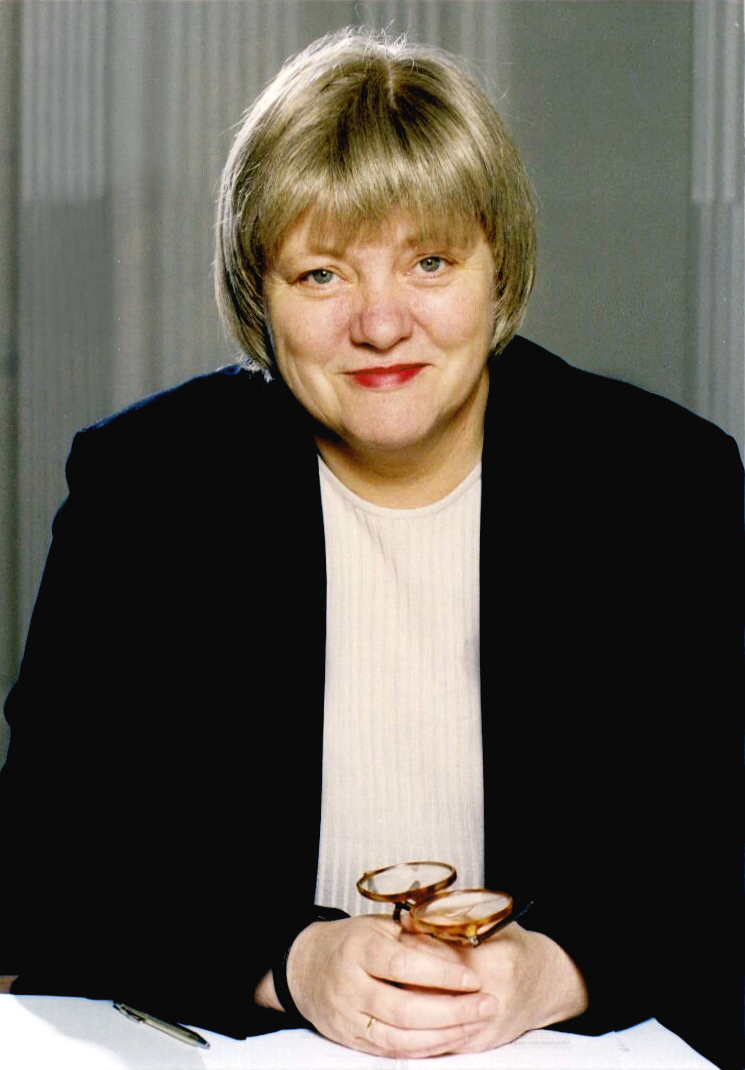
Ritratto ufficiale di Mo Mowlam

Nel 1983 non riuscì ad essere candidata per le elezioni generali, ma venne eletta nella tornata del 1987 per rappresentare il collegio di Redcar. Quando John Smith divenne leader del Partito Laburista nel 1992, Mo Mowlam entrò a far parte del governo ombra. Nelle elezioni del 1997  fu rieletta alla Camera dei Comuni con una maggioranza di oltre ventunomila voti e, una volta formatosi il primo governo di Tony Blair, Mo Mowlam venne nominata Segretario di Stato per l'Irlanda del Nord. Inizialmente, Mowlam avrebbe preferito un incarico maggiormente orientato sui temi economici, ma si rivelò particolarmente adatta per il ruolo assegnatole.
Nel periodo in cui era ministro ombra, fece discutere la sua proposta di vendere Buckingham Palace e il castello di Windsor per finanziare la costruzione di un "palazzo del popolo". Anni dopo, dichiarò nuovamente che la famiglia reale avrebbe dovuto trasferirsi in una residenza più moderna e che i palazzi antichi dovessero essere utilizzati come musei; i reali risposero tramite dei loro portavoce che non avrebbero spostato la propria sede altrove e a loro favore si espressero anche altri politici tra cui Norman St John-Stevas, che definì le dichiarazioni di Mowlam "un mucchio di sciocchezze male informate". Nella stessa intervista, si era descritta come "non una grande fan della monarchia". Lo stesso Blair prese le distanze dalla proposta e Mo Mowlam porse pubblicamente le proprie scuse alla famiglia reale.
Il suo maggior successo politico fu rappresentato dalle negoziazioni che portarono alla stipula dell'accordo del Venerdì Santo, considerato il passaggio che pose fine al conflitto nordirlandese. Nel 1997, incontrò Gerry Adams, leader del Sinn Féin ed ottenne l'ingresso del partito alle trattative. Nel mese di gennaio, un gruppo di lealisti dell'Ulster detenuti nel carcere di Maze annunciò la propria contrarietà rispetto al processo di pace e ne chiese l'interruzione. Dopo un consulto interno al governo, Mo Mowlam si recò personalmente in carcere ad incontrare gli esponenti dell'Ulster Defence Association e, nello stesso giorno, anche i detenuti dell'Irish Republican Army e dell'Ulster Volunteer Force. Questa operazione senza precedenti, che da alcune parti venne appoggiata e da altre criticata, venne definita "un punto focale di un travagliato processo di pace" e "un audace azzardo"; Mowlam si disse intenzionata ad utilizzare il dialogo come strumento per raggiungere l'accordo più ampio possibile. Alla fine, si rivelò estremamente efficace, in quanto il supporto dei prigionieri fu cruciale per l'approvazione, tre mesi dopo, dell'accordo definitivo. Di Mo Mowlam e del suo ruolo nella vicenda, Peter Hain ebbe a dire: "È stata il catalizzatore che ha permesso alla politica di andare avanti e di portare alla firma dell'Accordo del Venerdì Santo nell'aprile 1998". Ken Livingstone, a proposito del rapporto di Mo Mowlam con gli unionisti irlandesi, affermò "Li tocca in un modo in cui nessuno, tranne le loro mogli, li ha mai toccati prima".
Nel 1999 fu sostituita alla carica di Segretario di Stato per l'Irlanda del Nord e le venne affidato l'incarico di ministra nell'Ufficio di Gabinetto, in quella che i notisti politici lessero come una retrocessione. Lei stessa non apprezzò mai particolarmente l'incarico e decise di lasciare il Parlamento al termine del suo mandato nel 2001. In veste di ministra, si era occupata della politica del governo sul tema delle droghe e fece scalpore quando ammise pubblicamente di aver fatto uso di cannabis in gioventù. Nel 2002, cessato il suo incarico, fu una sostenitrice pubblica della legalizzazione delle droghe. Fondò poi un ente benefico, MoMo Helps, dedicato alle persone che seguivano percorsi di disintossicazione e ai genitori di bambini disabili. Fu inoltre una voce critica rispetto al governo sul tema dell'invasione dell'Iraq del 2003.
In seguito al ritiro dalla politica, tenne una rubrica sulla rivista maschile Zoo. Accusò alcuni colleghi di averla messa alla porta e fu nota a tutti la scarsa simpatia tra lei e Gordon Brown.

### Malattia e morte

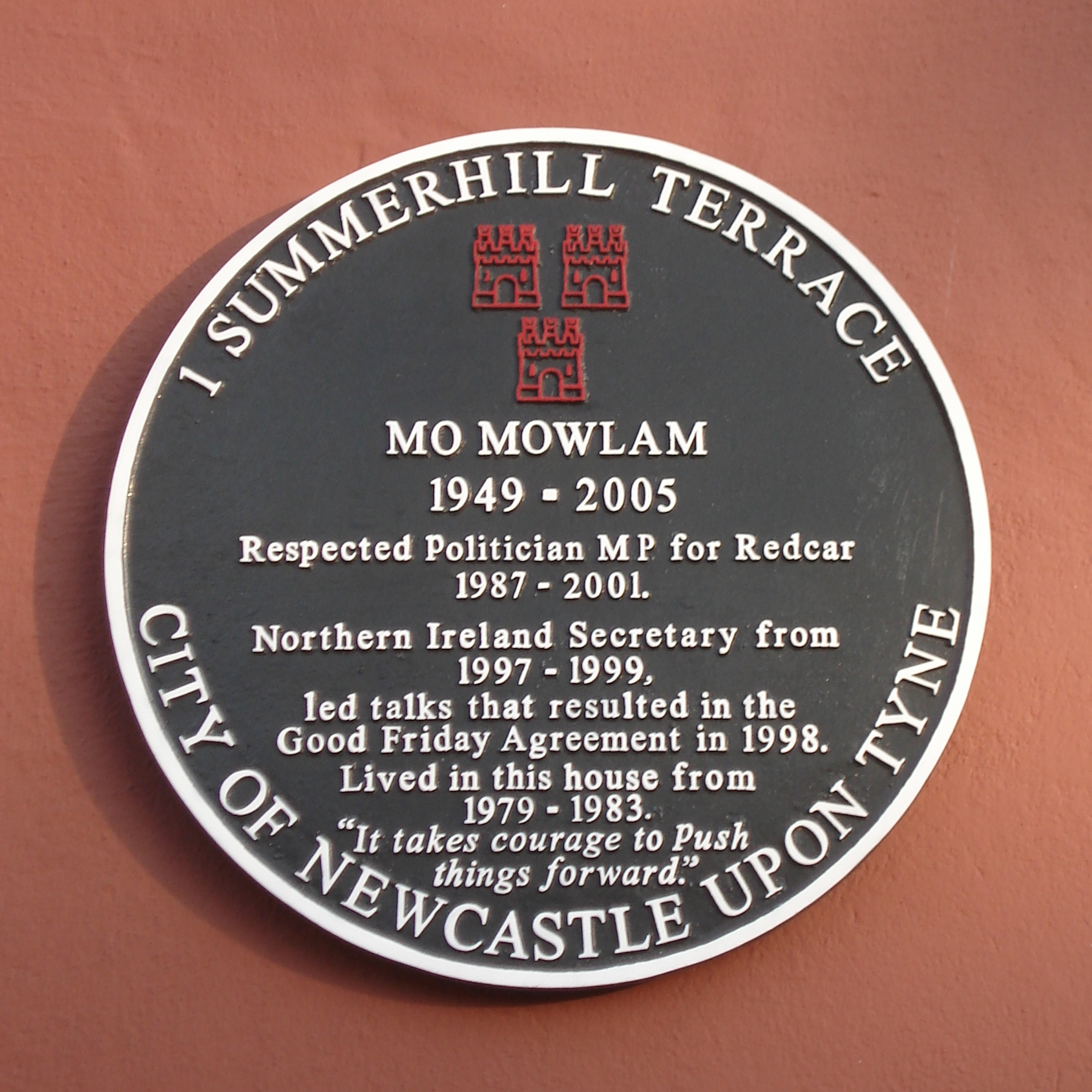
Targa commemorativa per Mo Mowlam

Nel mese di dicembre del 1996, le fu diagnosticato un tumore cerebrale. Si sottopose ai trattamenti, che le causarono la perdita dei capelli. Per tale motivo, indossava una parrucca che spesso toglieva in maniera ironica durante le conferenze stampa. Il suo approccio comunicativo, infatti, fu spesso caratterizzato da irriverenza, ironia e metodi poco convenzionali. Il modo in cui affrontò pubblicamente la malattia, le valse una grande popolarità; nel corso della conferenza del Partito Laburista del 1998, il semplice fatto di essere menzionata da Blair come "la nostra Mo" le valse una calorosa standing ovation.
Nell'agosto del 2005, i giornali riportarono che Mo Mowlam era ricoverata in ospedale e versava in gravi condizioni. Nel suo testamento biologico aveva chiesto di non essere rianimata e, dopo due settimane di coma, venne presa la decisione di staccarla dai macchinari che la tenevano in vita artificialmente. Mo Mowlam morì il 19 agosto, all'età di cinquantacinque anni, alcuni giorni dopo la scomparsa di un altro esponente del Partito Laburista, Robin Cook.
Mowlam, che era atea, venne cremata. Il suo servizio funebre aconfessionale, con gli ospiti in abiti colorati e musica gioiosa, fu tenuto dal reverendo Richard Coles, che negli anni ottanta era stato un componente del duo musicale pop The Communards. Le sue ceneri vennero sparse in parte attorno all'Hillsborough Castle in cui c'era stata la sede del suo segretariato e in parte nel territorio del collegio di Redcar che l'aveva eletta. Nel mese di novembre si tenne una funzione commemorativa in suo onore presso l'abbazia di Westminster.
In sua memoria, venne realizzato un mosaico celebrativo della sua vita composto da 800 tasselli. Sul muro di quella che era stata la sua casa, venne apposta una targa commemorativa.
Nel 2010, venne rivelato che la donna era consapevole del fatto che il suo tumore fosse di natura maligna, ma che tenne nascosta la verità ai colleghi e alla stampa. Il suo medico la invitò a rivelare la notizia, temendo le conseguenze negative che il tumore avrebbe potuto avere sulle sue facoltà mentali, ma lei si rifiutò di farlo e continuò a gestire la sua agenda politica nonostante la malattia.
Nel 2009, l'emittente Channel 4 aveva prodotto e trasmesso un film biografico sulla sua vita, intitolato Mo. Il ruolo di protagonista venne affidato a Julie Walters, che per la sua interpretazione venne premiata con il British Academy Television Award per la miglior attrice. Il film ottenne un grande successo di ascolti e fu apprezzato anche in termini di critica.

### Vita privata
Nel 1995 sposò il banchiere Jonathan Norton, un finanziatore del Partito Laburista. La coppia non ebbe figli, ma Norton aveva avuto due figli da un precedente matrimonio.

## Opere
- Momentum: The Struggle for Peace, Politics and the People, Londra, Hodder & Stoughton, 2002, ISBN 9780340793947.